# Meelva (Räpina)
Meelva – wieś w Estonii, w prowincji Põlva, w gminie Räpina.